# حمد المرزوقي
حمد المرزوقي (مواليد 18 ديسمبر 1996، لاعب كرة قدم إماراتي يجيد اللعب كظهير أيمن مع نادي الظفرة في دوري الخليج العربي الإماراتي.

## مسيرة اللاعب
تدرج في نادي الظفرة في الفئات السنية و وصل للفريق الأول عام 2016 و أعير إلى نادي حتا مطلع عام 2020 .